# William Scoresby
William Scoresby (ur. 5 października 1789 w Whitby, zm. 21 marca 1857) – brytyjski podróżnik.
Studiował w Queens’ College na University of Cambridge 
W czasie podróży w 1810 do Grenlandii zaczął studiować procesy meteorologiczne. Był jednym z pierwszych, którzy używali do opisu pogody nowej klasyfikacji chmur Luke’a Howarda. W 1813 roku wynalazł aparaturę (ang. „marine diver”), która umożliwiła mu zademonstrowanie, że temperatura wody w Arktyce jest cieplejsza głębiej niż na powierzchni. Był pierwszym, który twierdził, że fitoplankton jest odpowiedzialny za modyfikacje koloru morza (Arktycznego).